# Oak Lawn (Illinois)
Oak Lawn est un village situé dans la proche banlieue de Chicago au nord-est de l'État de l'Illinois dans le comté de Cook aux États-Unis. La commune partage ses frontières municipales avec la ville de Chicago au sud-ouest.